# 印西牧の原駅

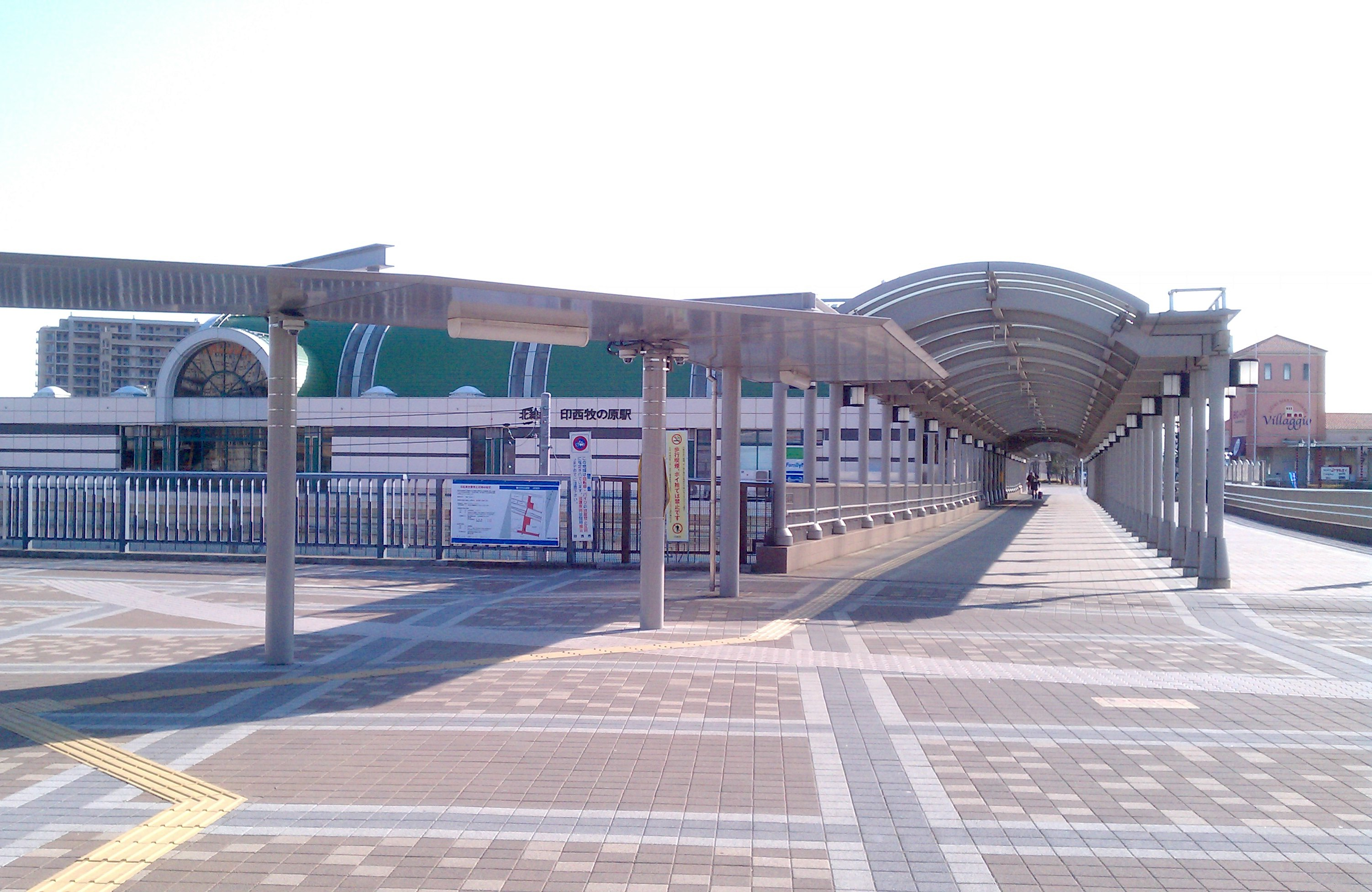
北口（2013年2月）

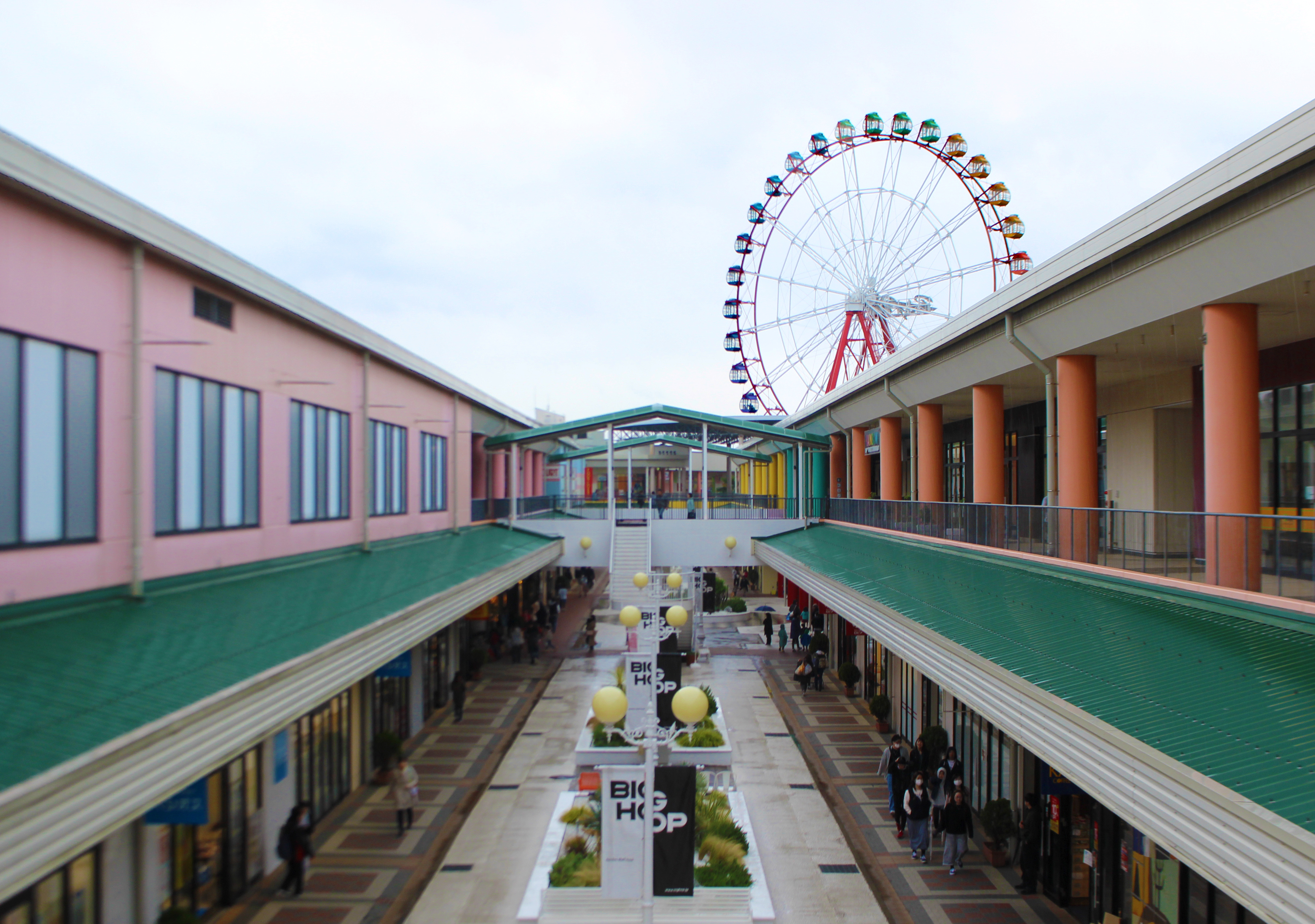
ビッグホップガーデンモール印西（南口直結）

牧の原モア（北口直結）

印西牧の原駅（いんざいまきのはらえき）は、千葉県印西市原一丁目にある、北総鉄道北総線の駅である。駅番号はHS13。関東の駅百選に選定されている。

## 概要

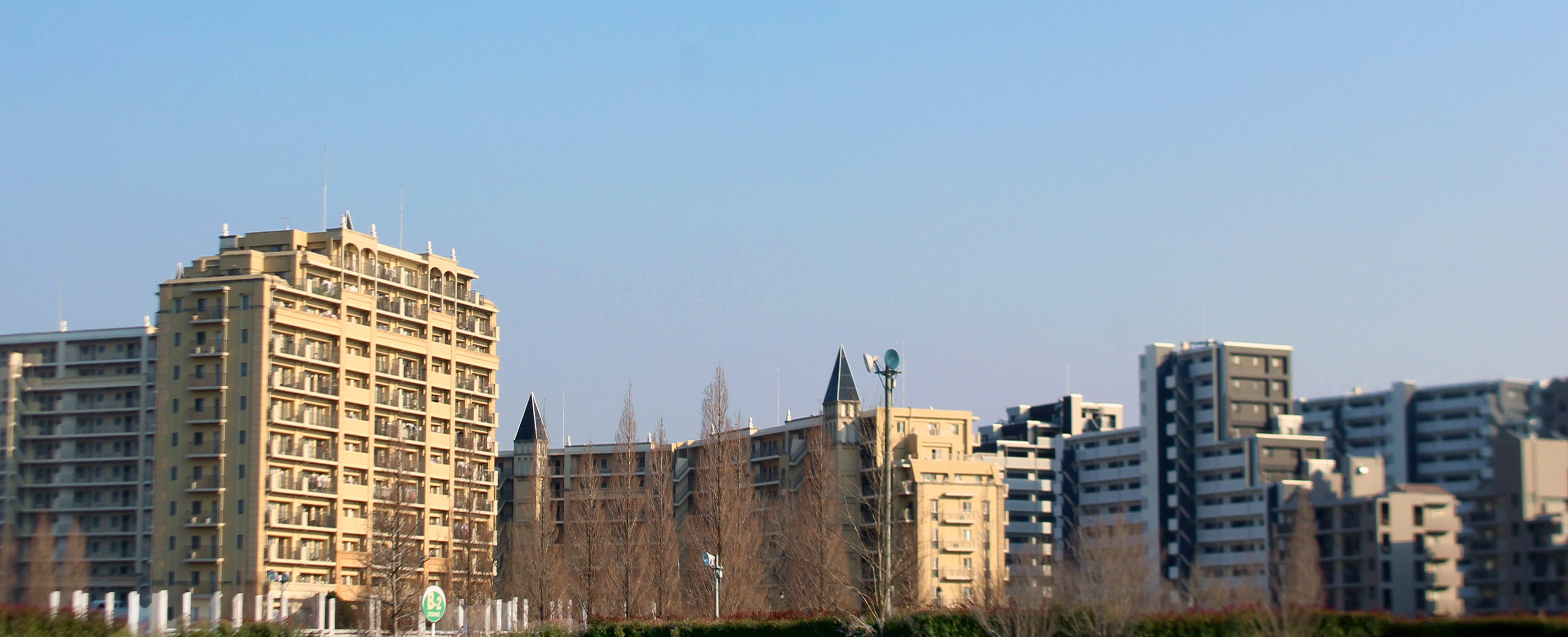
駅周辺のマンション群（2019年5月）

当駅前後の区間は千葉ニュータウン鉄道が第三種鉄道事業者として線路を保有し、北総鉄道は第二種鉄道事業者となっている。

## 歴史
ニュータウンの初期計画では、西白井駅を基準にニュータウン内で7番目の駅であったことから、第7駅という番号で表記されていた（欠番の第4駅と第6駅については北総鉄道北総線#計画中止駅を参照）。
駅予定地周辺の開発前の地名は草深（そうふけ）であり、計画段階の駅名も地名を用いた草深、印西草深あるいは印旛草深という仮称が用いられた。その後、難読地名である点やニュータウンにそぐわないという声を受けて、現駅名に決定された。牧の原の由来に関しては小金牧#印西牧も参照。
- 1995年（平成7年）4月1日 - 開業[1][2]。
  - 当駅への延伸開業に合わせて9100形 (C-Flyer) が導入されたが、同日の当駅発初電には7300形が使用された。また、当日には9100形のクラフトモデルをあしらった記念乗車券も発売された。
- 1997年（平成9年）3月 - 滝野地区入居開始に伴い、北口開設。
- 1998年（平成10年）4月1日 - 関東の駅百選第二回選定駅となる。選定理由は「アーチ型屋根の左右対称の駅舎で秋になるとコスモスに囲まれる駅」。
- 2000年（平成12年）7月22日 - 当駅 - 印旛日本医大駅間延伸に伴い途中駅となる[1][10]。
- 2007年（平成19年）
  - 9月14日 - 成田空港への延伸（成田新高速鉄道プロジェクト）による関連事業に伴い、翌9月15日まで構内配線の変更工事を実施。これに伴い、同日の深夜から翌15日早朝にかけて千葉ニュータウン中央駅 - 印旛日本医大駅間で区間運休・バス代行運転が実施される。
  - 9月26日 - 駅舎の西側に、駅構内と南北の駅前広場を連絡する自由通路（牧の原ロードブリッジ）が開通[11]。
- 2009年（平成21年）2月2日 - ホームと改札階を連絡するエレベーターが完成[12]。
  - 4月1日 - 印西牧の原駅南北駅前広場が完成。
- 2010年（平成22年）7月17日 - 駅ナンバリング導入により、駅番号 (HS13) が付与される。

## 駅構造
島式ホーム2面4線の地上駅で、掘割内に橋上駅舎を有し、出入口は北口と南口に分かれる。駅構内にはエレベーターが設置されているほか、ホーム上には待合室が設置されている。また、コンコースにはファミリーマートがある。
開業当時は内側2線を使用しない2面2線の形態であったが、2000年（平成12年）7月22日の印旛日本医大延伸と同時に印旛車両基地が開設された際に2面4線となった。それに伴い、延伸後も当駅始発・終着列車が設定されているほか、車両交換なども行われる。また、2010年（平成22年）7月の京成成田空港線（成田スカイアクセス）開業後は、北総線の朝時間帯の上下列車と夜時間帯の上り列車が、当駅で「スカイライナー」もしくはアクセス特急を待避する場合がある。
かつては日中運行される北総線列車の3分の1程度は当駅で京成高砂方面に折り返していたため、印旛日本医大へは40分間隔が開く場合があった（開業当初は日中の半数の列車が当駅折り返し）。なお、2012年（平成24年）10月21日のダイヤ改正により日中の当駅折り返し列車の運転区間が印旛日本医大まで延長されたため、現在は平日の朝ラッシュ時・夕方以降を除いて他の北総線の駅と同じ運転間隔である。

### のりば
| 番線 | 路線   | 方向 | 行先                                                                                         | 備考        |
| ---- | ------ | ---- | -------------------------------------------------------------------------------------------- | ----------- |
| 1・2 | 北総線 | 上り | 千葉ニュータウン中央・新鎌ヶ谷・東松戸・京成高砂・ 日本橋・西馬込・品川・ 羽田空港・横浜方面 | 一部は3番線 |
| 3・4 | 北総線 | 下り | 印旛日本医大・成田湯川・ 成田空港方面                                                        |             |

- 2・3番線は待避線で、3番線は上下線兼用である。
- 一部列車は、当駅で時間調整のため長時間停車する。この間に、スカイライナーやアクセス特急が当駅に停車中の列車を追い抜いていくシーンが見られる。

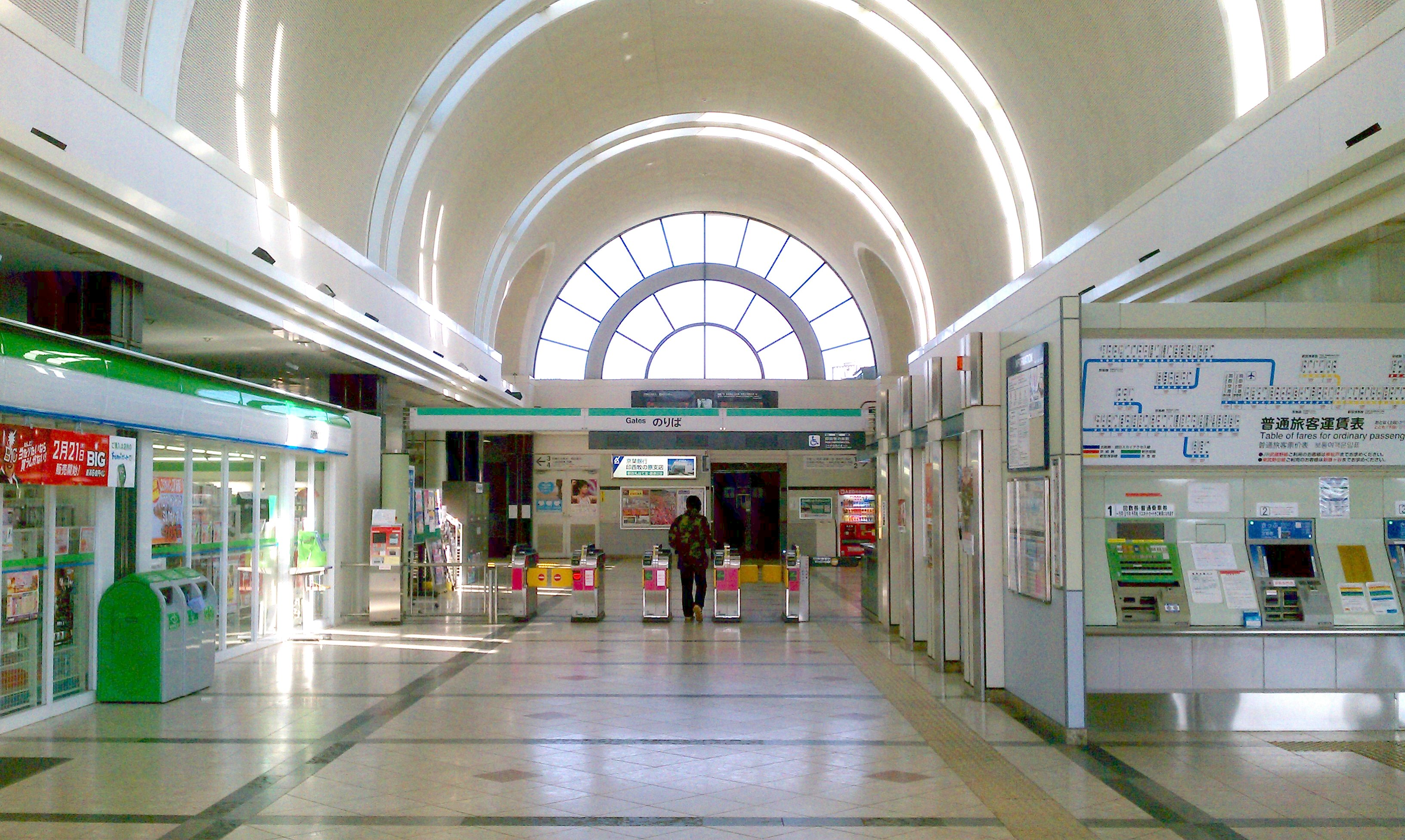
夜間は上部が数色にライトアップされる改札口（2013年2月）
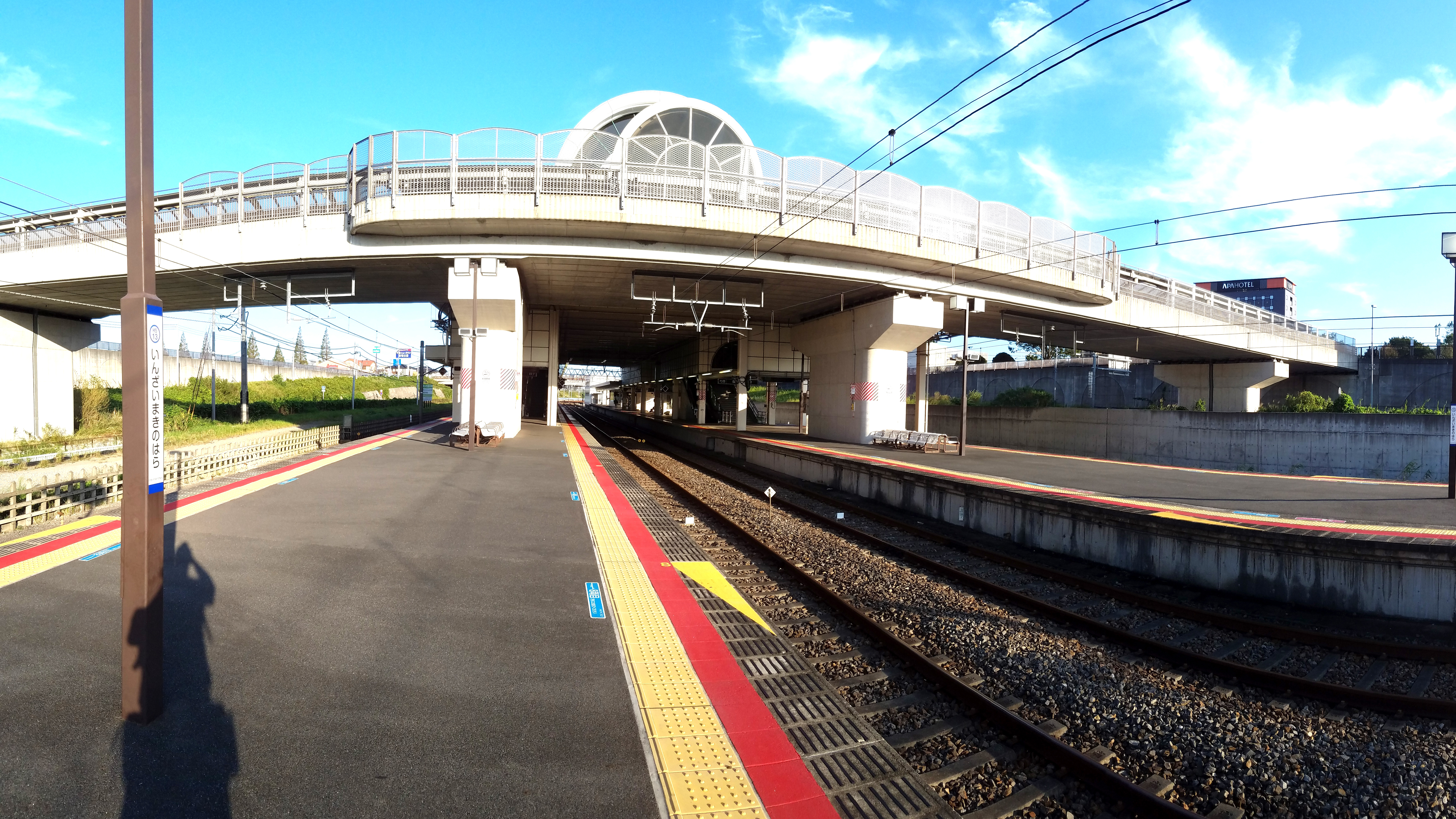
駅ホーム（2019年10月）
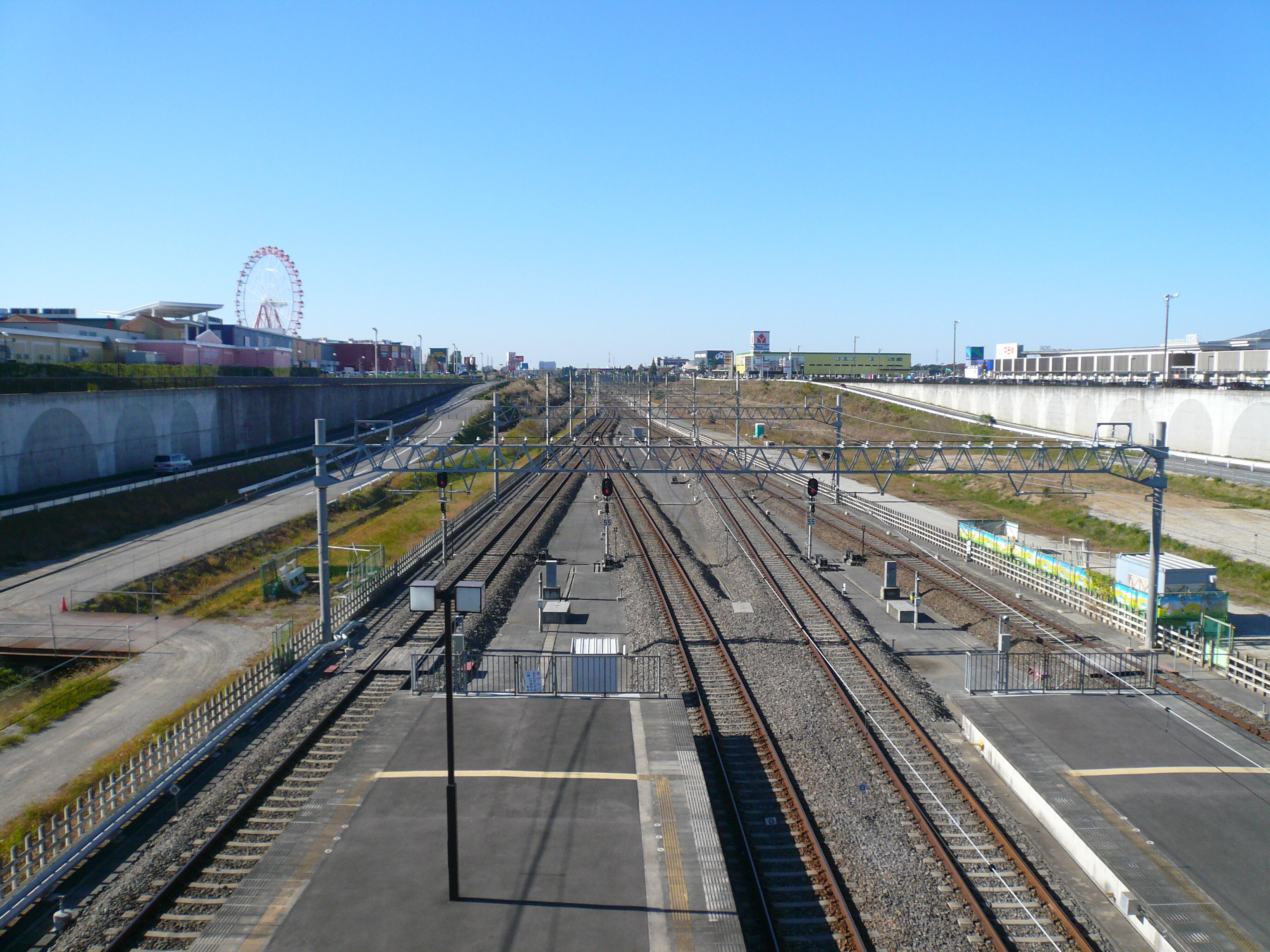
駅ホーム末端（2010年6月）
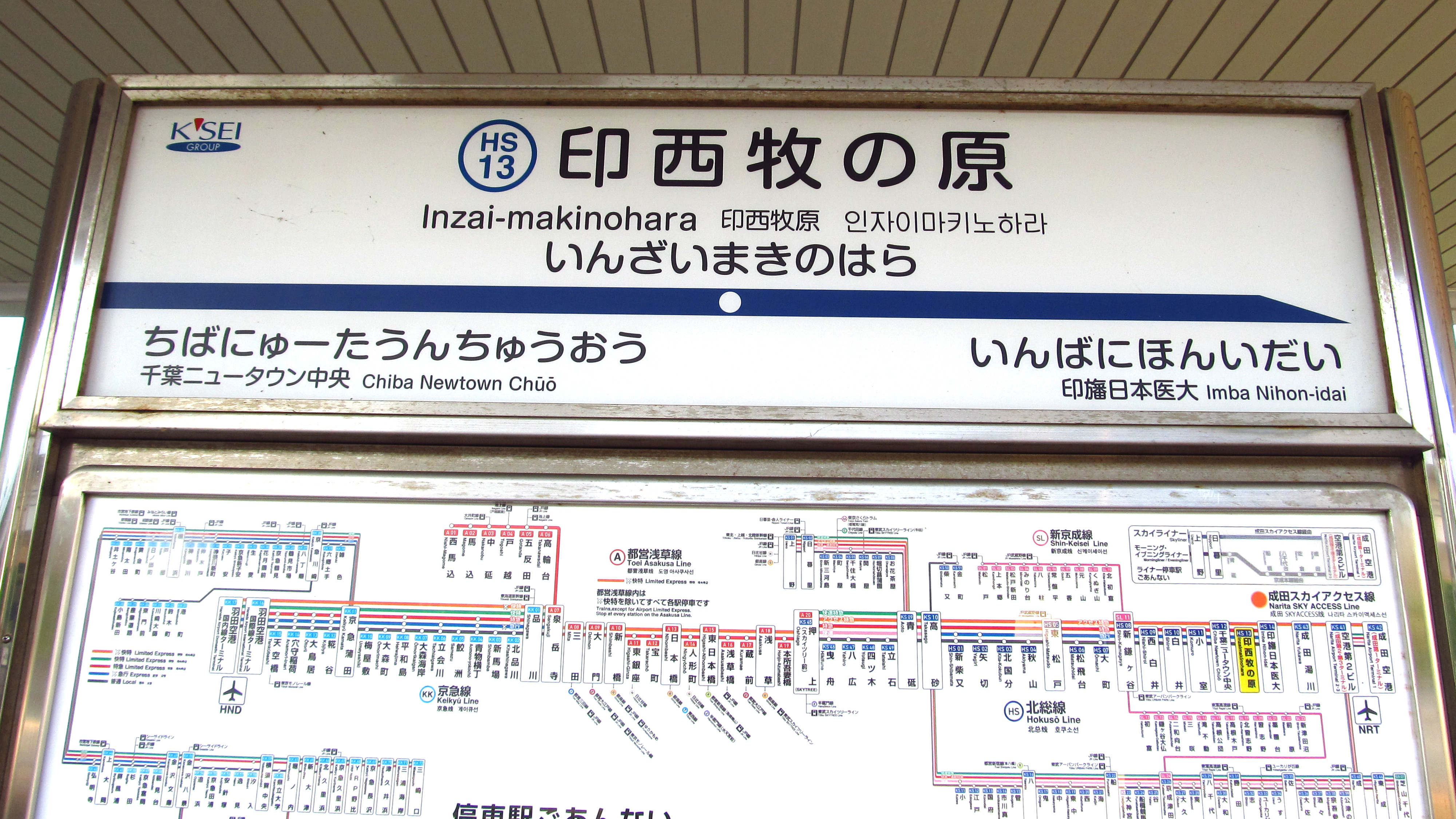
駅名標（2019年10月）

## 利用状況
2023年度の1日平均乗車人員は7,996人。北総線15駅中第5位で、北総線単独駅では千葉ニュータウン中央駅に次ぎ、アクセス特急通過駅では最多である。2000年代後半以降は後述する周辺施設のオープンに合わせて増加傾向にある。
近年の一日平均乗降・乗車人員の推移は下記の通りである｡
| 年度               | 1日平均 乗降人員 | 1日平均 乗車人員 |
| ------------------ | ---------------- | ---------------- |
| 1995年（平成07年） | 3,083            |                  |
| 1996年（平成08年） | 4,209            |                  |
| 1997年（平成09年） | 5,730            |                  |
| 1998年（平成10年） | 6,766            |                  |
| 1999年（平成11年） | 7,598            |                  |
| 2000年（平成12年） | 8,022            | 4,027            |
| 2001年（平成13年） | 7,690            | 3,866            |
| 2002年（平成14年） | 7,798            | 3,902            |
| 2003年（平成15年） | 7,942            | 3,970            |
| 2004年（平成16年） | 8,151            | 4,102            |
| 2005年（平成17年） | 8,797            | 4,444            |
| 2006年（平成18年） | 9,339            | 4,709            |
| 2007年（平成19年） | 10,558           | 5,315            |
| 2008年（平成20年） | 11,342           | 5,697            |
| 2009年（平成21年） | 11,743           | 5,893            |
| 2010年（平成22年） | 12,053           | 6,032            |
| 2011年（平成23年） | 12,036           | 6,014            |
| 2012年（平成24年） | 12,354           | 6,175            |
| 2013年（平成25年） | 12,821           | 6,411            |
| 2014年（平成26年） | 12,691           | 6,339            |
| 2015年（平成27年） | 13,052           | 6,516            |
| 2016年（平成28年） | 13,339           | 6,657            |
| 2017年（平成29年） | 13,713           | 6,847            |
| 2018年（平成30年） | 14,410           | 7,201            |
| 2019年（令和元年） | 15,124           | 7,568            |
| 2020年（令和02年） | 11,825           | 5,913            |
| 2021年（令和03年） | 12,412           | 6,212            |
| 2022年（令和04年） |                  | 7,270            |
| 2023年（令和05年） |                  | 7,996            |

## 駅周辺

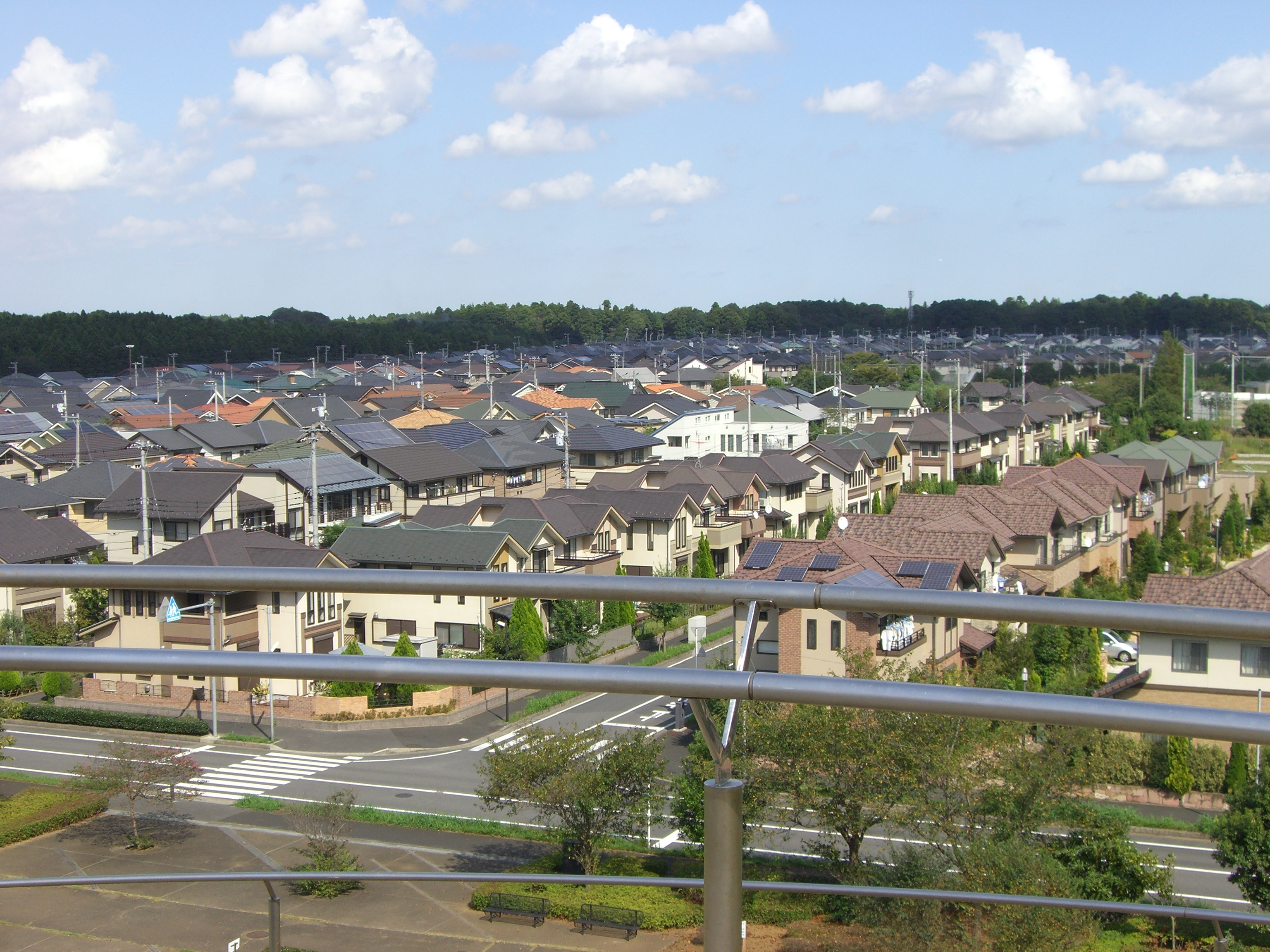
牧の原公園・ひょうたん山から滝野地区東の住宅地を望む

周辺は、千葉ニュータウン（西の原・滝野地区）として1990年代後半に開発され、2000年代に入ると広大な土地を利用して駅周辺に大型商業施設が相次いで開業したことにより発展した。南口にはビッグホップガーデンモール印西、北口には牧の原モアが隣接する。また、北口側の千葉ニュータウン21住区（牧の原地区）の開発が行われており、完成すれば約2000世帯の大きな住宅地となる予定である。
なお、北総線および国道464号に並行してある広大な開削スペースは成田新幹線（未成線）、および北千葉道路用に確保されていたものである。このうち国道464号の平行高規格道路北千葉道路は既に建設、供用されており、成田新幹線用地は印西牧の原駅を挟んで両隣の千葉ニュータウン中央駅～印旛日本医大駅間に、太陽光発電設備のパネルが設置されている。

### 行政機関・公共施設

印西地区消防組合消防本部 牧の原消防署

- 千葉県水道局北総浄水場
- 印西市役所牧の原出張所
- 印西市役所滝野出張所
- 印西市立そうふけ公民館（文化館）
  - そうふけ図書館
  - そうふけ児童館
  - そうふけ老人福祉センター
- 印西市牧の原地域交流センター
- 印西地区消防組合消防本部 牧の原消防署

### 商業施設
- ビッグホップガーデンモール印西
  - ロピア 印西BIGHOP店
  - 餃子の王将 印西牧の原店
- 牧の原モア
  - わくわく広場 牧の原モア店
  - ヤオコー 牧の原モア店

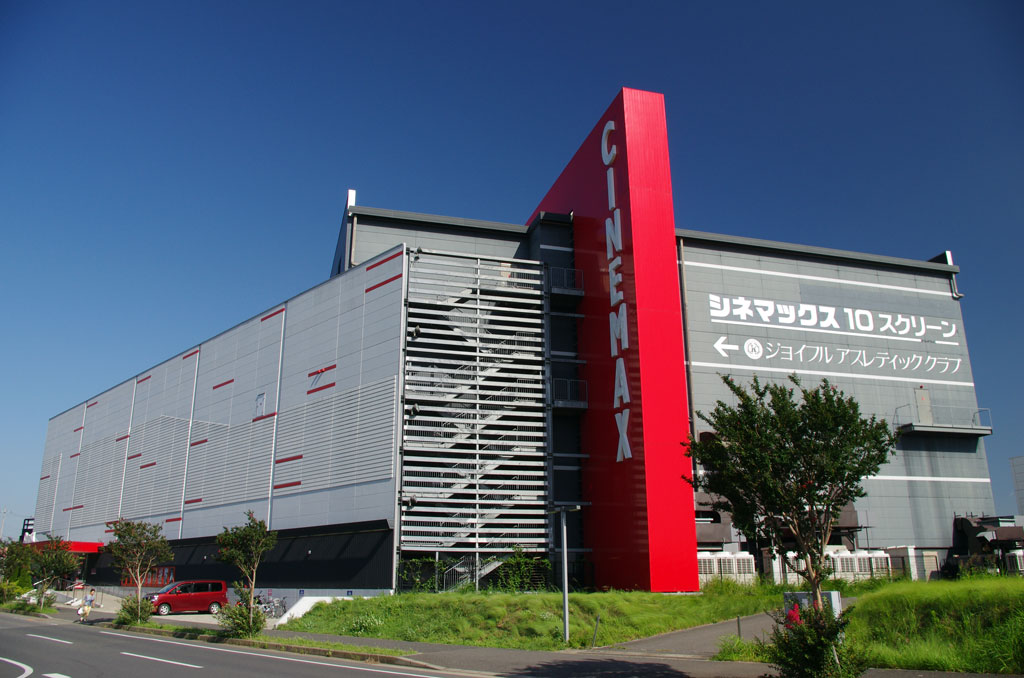
USシネマ千葉ニュータウン

  - ヤマダデンキ テックランド千葉ニュータウン店
  - WonderGOO 千葉ニュータウン牧の原店
- ジョイフル本田 千葉ニュータウン店
  - USシネマ千葉ニュータウン
  - ジャパンミート
  - ユニクロ
- フォレストモール印西牧の原
  - マルエツ
  - くすりの福太郎
  - セリア
- ポルト牧の原[15]
- カスミ フードスクエア西の原店
- ランドロームフードマーケット ニュータウン南店
- ケーズデンキ 千葉ニュータウン店
- 東京インテリア家具 千葉ニュータウン店
- ファッション市場 サンキ 千葉ニュータウン店
- スポーツデポ 千葉ニュータウン店
- しまむら 牧の原店
- メガマックス 千葉NT店
- アパホテル〈千葉印西牧の原駅前〉
- リスパ印西

### 企業
- マブチモーター技術センター
- JA西印旛本店・中央支店

### 教育機関

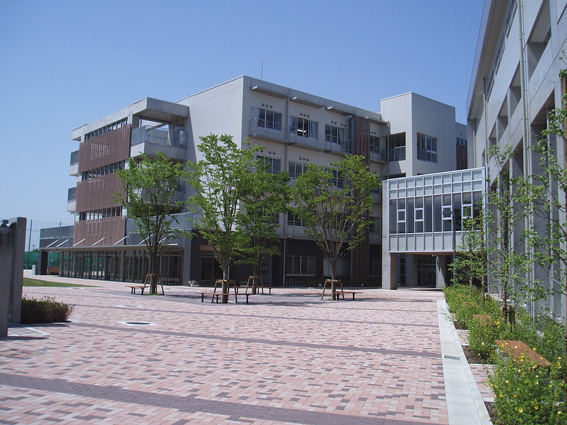
千葉県立印旛明誠高等学校

- 千葉県立印旛明誠高等学校
- 印西市立西の原中学校
- 印西市立滝野中学校
- 印西市立原小学校

### その他
- 牧の原公園
- 草深公園
- 小林牧場
- 龍腹寺
- 印西総合病院
- 千葉銀行印西牧の原支店

## バス路線
| のりば           | のりば           | 系統           | 主要経由地                                                               | 行先                   | 運行事業者             | 備考 |
| ---------------- | ---------------- | -------------- | ------------------------------------------------------------------------ | ---------------------- | ---------------------- | ---- |
| 印西牧の原駅     | 北口             | 小林線         | 滝野公園・滝野小学校・小林牧場・牧の里中央                               | JR小林駅               | 京成バス千葉セントラル |      |
| 印西牧の原駅     | 北口             | 小林線         | ジョイフル本田                                                           | 印旛明誠高校           | 京成バス千葉セントラル |      |
| 印西牧の原駅     | 北口             | 滝野循環       | 滝野公園・滝野6丁目・滝野1丁目・滝野小学校・滝野中学校                   | 滝野循環               | 京成バス千葉セントラル |      |
| 印西牧の原駅     | 南口             | 西の原線       | 西の原公園・高花二丁目・原山小学校                                       | 千葉ニュータウン中央駅 | 京成バス千葉セントラル |      |
| 印西牧の原駅     | 南口             | 西の原線       | 西の原公園・高花二丁目                                                   | 船尾車庫               | 京成バス千葉セントラル |      |
| 印西牧の原駅     | 南口             | 西の原線       | 西の原公園・西の原小学校                                                 | 印西牧の原駅           | 京成バス千葉セントラル |      |
| 印西牧の原駅     | 南口             | 西の原線       | 日医大千葉北総病院                                                       |                        | 京成バス千葉セントラル |      |
| 印西牧の原駅南口 | 印西牧の原駅南口 | 中ルート       | 高花・高花団地入口・割野・木下駅南口                                     | 市役所                 | 印西市ふれあいバス     |      |
| 印西牧の原駅南口 | 印西牧の原駅南口 | 中ルート       | 別所・木下駅南口                                                         | 市役所                 | 印西市ふれあいバス     |      |
| 印西牧の原駅南口 | 印西牧の原駅南口 | 南ルート       | 西の原公園・高花団地入口・ビジネスモール中央・千葉ニュータウン中央駅北口 | 印西牧の原駅南口       | 印西市ふれあいバス     |      |
| 印西牧の原駅南口 | 印西牧の原駅南口 | 南ルート       | 松崎・船岡坂上・千葉ニュータウン中央駅北口・ビジネスモール中央           | 印西牧の原駅南口       | 印西市ふれあいバス     |      |
| 印西牧の原駅南口 | 印西牧の原駅南口 | 印旛支所ルート | 竜腹寺東・荻原公園・印旛日本医大駅・日本医大千葉北総病院                 | 印旛支所               | 印西市ふれあいバス     |      |
| 印西牧の原駅南口 | 印西牧の原駅南口 | 印旛支所ルート | 西の原公園・印西牧の原駅南口                                             | 印旛支所               | 印西市ふれあいバス     |      |
| 印西牧の原駅南口 | 印西牧の原駅南口 | 宗像路線       | 印旛日本医大駅・日本医大・鎌苅・岩戸                                     | 京成臼井駅             | 大成交通               |      |
| 印西牧の原駅南口 | 印西牧の原駅南口 | 宗像路線       | 造谷橋・師戸北                                                           | 京成臼井駅             | 大成交通               |      |
| 印西牧の原駅南口 | 印西牧の原駅南口 | 宗像路線       | 印旛日本医大駅                                                           | 日本医大               | 大成交通               |      |

## 当駅が登場する主な作品
北総鉄道は駅構内でのロケーション撮影に積極的であり、当駅の場合は駅舎が近代的であるうえ、車両基地が近く車両の手配がしやすいことから、映画などの撮影に使われることがある。

### ロケーション撮影
- 『電車でGO!3通勤編』テレビCM（2001年放送）
- 映画『電車男』（2005年公開）
- 映画『オトシモノ』（2006年公開）
- 『天才!志村どうぶつ園』（2004年放送）
- 『鉄道捜査官』 (2005年放送)
- 『轟轟戦隊ボウケンジャー』（2006年放送）
- 『ハツカレ』実写版（2006年・GyaOでのネットシネマとして放映）
- 『忍者ハットリくんパチンコ』CM（2009年放送）
- 『烈車戦隊トッキュウジャー』（2014年放送）
- 映画『僕だけがいない街』（2016年公開）
- 『FLY! BOYS, FLY! 僕たち、CAはじめました』（2019年放送）
  - その他、CMやテレビ番組の再現ドラマなど多数の撮影に使われている。

### 音楽
- ロックバンド・くるりのアルバム『TEAM ROCK』に収録されている楽曲「トレイン・ロック・フェスティバル」において当駅名が登場する。

## 隣の駅
北総鉄道
 北総線
■特急・■普通
千葉ニュータウン中央駅 (HS12) - 印西牧の原駅 (HS13) - 印旛日本医大駅 (HS14)
※ 成田スカイアクセス線との共用区間ではあるが、当駅には京成電鉄が運行する列車は停車しない。ただし、成田スカイアクセス線系統「アクセス特急」に使用される車両が当駅で夜間滞泊を行う運用が設定されており、西馬込発普通が当駅止まりとして入線し（休日は西馬込発普通印旛日本医大行きが折り返して当駅へ回送）、翌朝の当駅始発の普通羽田空港行き始発電車に使用される（京成線内特急、都営線・京急線内急行）。また2024年11月改正より、京成電鉄の3000形・3700形が当駅最寄りの印旛車両基地で夜間外泊が1運用組まれている。